# Александр Баторій
Александр Баторій (пол. Aleksander Batory; нар. 23 листопада 1884, Ромни — пом. 12 грудня 1982, Лондон) — полковник артилерії Війська Польського.

## Життєпис
Народився 23 листопада 1884 року в тодішньому повітовому містечку Полтавської губернії Ромен, розташованому при впадінні Ромна в Сулу. Був сином зем'янина (поміщика). 1904 року розпочав військову службу в армії Російської імперії. Двома роками пізніше закінчив артилерійську офіцерську школу. У 1917—1918 роках служив у 1-му польському корпусі в Росії.
11 листопада 1918 року зарахований до артилерійської офіцерської школи в Рембертові. 23 грудня 1918 р. прийнятий до Війська Польського із затвердженням у майорському званні зі старшинством від 7 листопада 1918 р. 22 грудня 1919 року переведений із Генерального інспекторату артилерії у Варшаві до резервної батареї 12-го Кресового полку польової артилерії. У січні 1920 року став командиром 1-го дивізіону 11-го полку важкої артилерії у Ґрудзьондзі, який того самого року було перейменовано на 11-й дивізіон важкої артилерії. З 7 травня 1920 року на чолі дивізіону перебував на фронті. 15 липня 1920 року затверджений у званні майора артилерії від 1 квітня 1920 р., у групі офіцерів колишніх Східних корпусів і колишньої російської армії. 11-м дивізіоном важкої артилерії командував до 1921 року.
У 1921—1922 роках був заступником командира 9-го полку важкої артилерії в Седльцях. На цій посаді 3 травня 1922 р. йому присвоєно звання підполковника і 45-те місце в артилерійському офіцерському складі. У серпні 1923 року його перевели в Ярослав у 24-й полк польової артилерії на посаду командира полку. 25 жовтня 1924 року його перевели у Плоцьк на посаду командира 8-го полку польової артилерії. На цій посаді 1 грудня 1924 р. його підвищили до звання полковника, а в ієрархії польських офіцерів-артилеристів він піднявся на 8-ме місце. У 1928 році навчався на Вищих артилерійських командних курсах при Варшавському вищому військовому училищі. Керівник курсів, тодішній полковник Станіслав Міллер, дав йому таку характеристику: «володіє розлогими військовими знаннями та великим практичним досвідом. Ясний, живий розум, хист до точних наук — чіткі твердження. Дуже добрий працівник. Здатний дуже добре здійснювати вище артилерійське командування» і, крім того, «здатний вже нині задовільно виконувати вище артилерійське командування, тобто командування артилерією дивізії, командування артилерією оперативної групи та командування артилерією армії»..
З 6 грудня 1929 по 10 липня 1930 року — слухач 4-х курсів Варшавського центру вищого військового навчання. Тим часом (23 грудня 1929 р.) його призначили командиром 5-ї артилерійської групи в Кракові. 1932 року в ієрархії полковників артилерії посідав 8-ме місце. 31 травня 1933 звільнений у відставку. На пенсії проживав у Плоцьку. Став військовим осадником у Бересті над Бугом. Наприкінці 1930-х років долучився до діяльності Табору національного єднання. 1934 року перебував на обліку повітового органу комплектування збройних сил «Місто Варшава III», що охоплював район Праги. Був приписаний до окружного офіцерського складу № 1 з означенням «придатний на випадок війни».
У вересні 1939 року призваний на дійсну військову службу і призначений начальником резервного центру легкої артилерії №3. На цій посаді брав участь у вересневій кампанії. 19 вересня 1939 року перетнув польсько-латвійський кордон і був інтернований у табір №4, що в литовському містечку Кулаутува, де начальником був полковник Бразіуліс. Утікши з табору, через Каунас, Ригу і Стокгольм дістався Франції. 23 грудня 1940 року прибув у Париж. Потім дістав призначення на посаду коменданта Центру підготовки офіцерів у Фонтене-ле-Конт (Пеї-де-ла-Луар). 5 березня 1940 року призначений комендантом табору Кеткідан у Бретонії.
14 серпня 1940 року прибув до офіцерського табору №23 у Ротсей на острові Б'ют. З 7 вересня 1940 р. тимчасово виконував обов'язки заступника начальника цього табору. 22 жовтня 1941 року став командиром 4-го дивізіону бронепоїздів, дислокованого в шотландському місті Перт.. 31 липня 1942 року
переведений у резерв. 1 січня 1944 року відновлений на дійсній службі та спрямований на Вищі адміністративні курси, після закінчення яких призначений чиновником місцевого самоврядування на землях, охоплених планом ревіндикації східних територій Третього Райху. З 14 жовтня 1944 року по 2 червня 1945 року як офіцер зв'язку приписаний до штабу 2-ї британської армії під командуванням генерал-лейтенанта Майлза Крістофера Демпсі. 2 жовтня 1945 року звільнений у запас, 1 липня 1947 року демобілізований.
Помер 12 грудня 1982 року в Лондоні.. Похований на єврейському кладовищі Віллесден (англ. Willesden Jewish Cemetery), що в лондонському районі Брент Великого Лондона.
Був одружений із Галиною Плоскою з Нагурок Добрських, що у гміні Дробін.

## Нагороди та відзнаки
- Срібний хрест військового ордена Virtuti Militari № 4681
- Хрест Хоробрих (двічі)
- Золотий Хрест Заслуги (17 березня 1930)[28]
- Медаль війська (1946)

- Зірка 1939—1945 (Велика Британія)
- Зірка Франції та Німеччини (Велика Британія)
- Медаль оборони (Велика Британія)[29]
- Медаль Перемоги[30]